# Спринг Хил (Канзас)
Спринг Хил (енгл. Spring Hill) град је у америчкој савезној држави Канзас.

## Демографија
По попису из 2010. године број становника је 5.437, што је 2.71 (99,4%) становника више него 2000. године.
| Група             | 2000.         | 2010.         |
| Белци             | 2.571 (94,3%) | 4.977 (91,5%) |
| Афроамериканци    | 22 (0,8%)     | 86 (1,6%)     |
| Азијати           | 4 (0,1%)      | 39 (0,7%)     |
| Хиспаноамериканци | 76 (2,8%)     | 216 (4,0%)    |
| Укупно            | 2.727         | 5.437         |